# Maccabei
I Maccabei (in ebraico מכבים o מקבים, Makabim, letteralmente: "martellatori") furono un movimento ebraico di ribellione contro il seleucide Antioco IV Epìfane (175 a.C.-164 a.C.), nel II secolo a.C., guidato dalla famiglia degli Asmonei.
Gli Asmonei diedero quindi vita a una dinastia che istituì il Regno di Giudea.

## Nome
Il nome "Maccabei" deriva dall'aramaico "Makkaba", cioè "martello", che fu il nome di battaglia di Giuda figlio di Mattatia, il primo leader dell'insurrezione anti-seleucide. Da lui vennero soprannominati Maccabei anche i suoi fratelli, che gli succedettero nella guida della rivolta, nonché, in generale, i loro parenti e sostenitori. Per indicare i membri della dinastia che, a seguito della rivolta, si insediò a governare il neonato Regno di Giudea, si è invece affermato il nome "Asmonei", in riferimento ad un antenato di Giuda. Il fondatore della dinastia è considerato Simone, fratello di Giuda Maccabeo, che dal 141 a.C. ricoprì le cariche di sommo sacerdote del Tempio di Gerusalemme e di etnarca della Giudea.
Dai Maccabei deriva il titolo di cinque testi sacri, chiamati, appunto, Libri dei Maccabei. I primi due sono deuterocanonici, il terzo (che comunque non parla della rivolta maccabaica) e il quarto sono accettati come canonici solo dalla Chiesa ortodossa, il quinto è invece considerato universalmente apocrifo.
Impropriamente il termine "fratelli Maccabei" viene utilizzato per indicare i protagonisti di un episodio narrato nel settimo capitolo del secondo libro dei Maccabei. Si tratta di sette fratelli e della loro madre (di nessuno di loro viene specificato il nome), cui il re seleucide Antioco IV ordina di mangiare carne di maiale e rinnegare in tal modo la religione ebraica, e che pagano il loro rifiuto con un atroce martirio.

## Antefatti
Dalla caduta di Gerusalemme nel 586 a.C. gli Ebrei non avevano più avuto un proprio Stato e si erano trovati assoggettati a diverse potenze straniere. L'unica autorità che gli era concesso nominare in proprio era quella religiosa, nella figura del sommo sacerdote del Tempio di Gerusalemme.
Dopo la morte di Alessandro Magno (323 a.C.), la Giudea divenne terreno di contesa tra due regni dei diadochi, sorti dalla divisione del suo impero: il Regno tolemaico d'Egitto e l'Impero seleucide. Parallelamente fra gli Ebrei si formarono fazioni politiche, che parteggiavano per l'una o per l'altra parte. Al contempo si generarono tensioni di carattere religioso e culturale, tra Ebrei inclini ad aperture verso l'Ellenismo ed Ebrei più ligi alla tradizione mosaica.

## Storia
La vittoria del re Antioco III nella quinta guerra siriaca (202 a.C. - 195 a.C.) portò all'annessione della Celesiria, inclusa la Giudea, all'impero seleucide. La situazione peggiorò quando il suo successore, Antioco IV, iniziò a saccheggiare i templi per rastrellare fondi per il pagamento dell'indennità di guerra dovuta a Roma secondo i termini della pace di Apamea (188 a.C.). Tra l'altro accettò cospicui donativi da parte di esponenti della fazione del giudaismo ellenizzante perché li imponesse come sommi sacerdoti. Giasone e il suo successore Menelao cercarono di riorganizzare Gerusalemme a modello di una polis greca, scatenando le proteste dei tradizionalisti. Il re rispose ordinando la repressione, che culminò con la profanazione del Tempio di Gerusalemme, riconsacrato al dio greco Zeus, mentre il culto ebraico fu proibito e perseguitato. A garanzia del suo dominio sulla regione, il re fece fortificare la cittadella di Gerusalemme e vi pose un presidio (Acra).
I provvedimenti dei giudei ellenisti, se godettero almeno in parte del sostegno dei ceti benestanti delle città, furono accolti con totale rifiuto nelle campagne. Così, presso il villaggio di Modin, un anziano sacerdote della stirpe degli Asmonei di nome Mattatia si rifiutò di celebrare il sacrificio di un maiale (animale considerato immondo dalla religione ebraica) e uccise un apostata ebreo preposto al nuovo culto, invitando subito dopo gli astanti a seguirlo sui monti, per organizzare la lotta contro i dominatori e i loro sostenitori ebrei. Mattatia morì poco tempo dopo, nel 166 a.C., e lasciò la guida del neonato movimento ai suoi cinque figli: Giovanni Gaddi, Simone Tassi, Giuda Maccabeo, Eleazaro Auaran e Gionata Affus. Fra loro primeggiò il terzogenito Giuda.

### Sotto la guida di Giuda Maccabeo (166 a.C. - 160 a.C.)
Giuda, soprannominato Maccabeo, riuscì ad ottenere diversi successi sul campo, adottando una temeraria tattica di guerriglia, profittando della lontananza del re Antioco IV e poi, dopo la sua morte, delle dispute tra i suoi generali, che si contendevano la reggenza per il giovanissimo re Antioco V. Nelle loro azioni, i Maccabei praticavano sovente la conversione (o ri-conversione) forzata degli Ebrei e delle popolazioni confinanti sconfitte, che includeva la circoncisione coatta.
Nel 164 a.C. i Maccabei riuscirono ad entrare a Gerusalemme e riconquistare il Tempio, che fu purificato e riconsacrato al culto del Signore. A commemorazione dell'evento fu istituita la festa di Hanukkah. Non riuscirono però ancora ad espugnare la fortezza dell'Acra.
Frattanto salì al trono di Antiochia Demetrio I, molto più spietato ed energico del predecessore. Egli nominò sommo sacerdote Alcimo ed inviò contro i ribelli un'armata guidata da Bacchide. Giuda Maccabeo cadde nella battaglia di Elasa nel 160 a.C. La guida della rivolta fu assunta da suo fratello Gionata.

### Dalla fine di Giuda all'instaurazione del regno di Giudea (160 a.C. - 104 a.C.)
La morte di Giuda fu un duro contraccolpo per gli insorti, che persero il controllo delle città e dovettero rifugiarsi nelle campagne. Le loro sorti si risollevarono in concomitanza con le guerre civili seleucidi, che indebolirono vieppiù il potere di Antiochia.
Nel 152 a.C. un usurpatore di nome Alessandro Bala reclamò il trono seleucide da Demetrio. I due contendenti promisero ciascuno notevoli vantaggi ai Maccabei, in cambio del loro sostegno. Gionata e suo fratello Simone cambiarono più volte fazione, sostenendo, dopo Alessandro Bala, altri pretendenti al trono, ottenendo in compenso sempre più autonomia, nonché il titolo di sommo sacerdote per la propria famiglia. Nel 141 a.C. riuscirono ad espugnare l'Acra. Essi stessi finirono entrambi vittime di tradimento: Gionata fu attirato in un tranello dall'usurpatore Trifone e poi ucciso su suo ordine assieme ai suoi figli nel 143 a.C., mentre Simone venne assassinato dal suo genero Tolomeo nel 135 a.C. L'allora re seleucide Antioco VII approfittò della situazione per assediare Gerusalemme, ma alla fine si accontentò della formale sottomissione di Giovanni Ircano, il figlio di Simone e nuovo sommo sacerdote, e rinunciò a reinsediare una guarnigione sull'Acra.
Dopo la caduta di Antioco VII in Partia (129 a.C.), i suoi successori furono troppo deboli per imporsi in Giudea, sicché i Maccabei poterono instaurare un regno indipendente. Nel 104 a.C. Aristobulo, figlio di Giovanni Ircano, oltre al titolo di sommo sacerdote assunse quello di Basileus, cumulando per la prima volta le due cariche. Il Regno di Giudea così costituito sarebbe stato retto dalla casata di Aristobulo (gli Asmonei) fino al 37 a.C., quando fu destituita da Erode.